# Ypthima barissanus
Ypthima barissanus är en fjärilsart som beskrevs av Martin 1929. Ypthima barissanus ingår i släktet Ypthima och familjen praktfjärilar. Inga underarter finns listade i Catalogue of Life.